# Liliana Allen
Liliana Allen Doll, née le 24 mars 1970 à Holguín, est une ancienne athlète cubaine. Elle a ensuite couru pour le Mexique.
Elle a participé à trois éditions des Jeux olympiques d'été : en 1992, 1996 et 2004. Aux Jeux panaméricains, elle a remporté trois médailles d'or, une d'argent et une de bronze.

## Palmarès

### Jeux olympiques d'été
- Jeux olympiques d'été de 1992 à Barcelone (Espagne)
  - 8e sur 100 m
  - abandon en finale du relais 4 × 100 m
- Jeux olympiques d'été de 1996 à Atlanta (États-Unis)
  - éliminée en série du relais 4 × 100 m
- Jeux olympiques d'été de 2004 à Athènes (Grèce)
  - éliminée en série sur 100 m
  - éliminée en série en relais 4 × 400 m

### Championnats du monde d'athlétisme
- Championnats du monde de 1987 à Rome (Italie)
  - éliminée en quart de finale sur 100 m
  - 7e en relais 4 × 100 m
- Championnats du monde de 1991 à Tokyo ({Japon)
  - éliminée en demi-finale sur 100 m
  - 6e en relais 4 × 100 m
- Championnats du monde de 1993 à Stuttgart (Allemagne de l'Ouest)
  - 8e sur 100 m
  - 6e en relais 4 × 100 m
- Championnats du monde de 1995 à Göteborg (Suède)
  - éliminée en demi-finale sur 100 m
  - éliminée en demi-finale en relais 4 × 100 m
- Championnats du monde de 1999 à Séville (Espagne)
  - éliminée en série sur 100 m
- Championnats du monde de 2001 à Edmonton (Canada)
  - éliminée en quart de finale sur 100 m
  - éliminée en série sur 200 m
- Championnats du monde de 2003 à Paris (France)
  - non partante en série sur 100 m

### Championnats du monde d'athlétisme en salle
- Championnats du monde en salle de 1989 à Budapest (Hongrie)
  - 4e sur 60 m
- Championnats du monde en salle de 1991 à Séville (Espagne)
  -  Médaille de bronze sur 60 m
- Championnats du monde en salle de 1993 à Toronto (Canada)
  - 4e sur 60 m
- Championnats du monde en salle de 1995 à Barcelone (Espagne)
  - 4e sur 60 m

### Jeux panaméricains
- Jeux panaméricains de 1987 à Indianapolis (États-Unis)
  - 4e sur 100 m
  -  Médaille d'argent en relais 4 × 100 m
- Jeux panaméricains de 1991 à La Havane (Cuba)
  -  Médaille d'or sur 100 m
  -  Médaille d'or sur 200 m
  -  Médaille d'argent en relais 4 × 100 m
- Jeux Panaméricains de 1995 à Mar del Plata (Argentine)
  -  Médaille d'argent sur 100 m
  -  Médaille d'or sur 200 m
  -  Médaille d'argent en relais 4 × 100 m
- Jeux Panaméricains de 1999 à Winnipeg (Canada)
  - 8e sur 100 m
- Jeux Panaméricains de 2003 à Saint-Domingue (République dominicaine)
  -  Médaille de bronze sur 100 m
  - 4e en relais 4 × 400 m

### Coupe du monde des nations d'athlétisme
- Coupe du monde des nations de 1989 à Barcelone (Espagne)
  - 3e au classement général avec les Amériques
  - 5e sur 100 m
- Coupe du monde des nations de 1992 à La Havane (Cuba)
  - 3e au classement général avec les Amériques
  - 2e sur 100 m
- Coupe du monde des nations de 1994 à Londres (Royaume-Uni)
  - 2e au classement général avec les Amériques
  - 2e sur 100 m

## Sources
- (en) Cet article est partiellement ou en totalité issu de l’article de Wikipédia en anglais intitulé « Liliana Allen » (voir la liste des auteurs).